# غلينوود سبرينغز (كولورادو)
غلينوود سبرينغز (بالإنجليزية: Glenwood Springs, Colorado)‏ هي مدينة تقع في مقاطعة غارفيلد بولاية كولورادو في الولايات المتحدة. تبلغ مساحتها 12.5 (كم²)، وترتفع عن سطح البحر 1756 م، بلغ عدد سكانها 9614 نسمة في عام 2010 حسب إحصاء مكتب تعداد الولايات المتحدة وتصل الكثافة السكانية فيها 690.7 نسمة/كم2.

## أعلام
- سكوت مكينيس
- دوك هوليداي
- توم دبليو. بلاكبيرن
- فرنسيس كاربنتر
- جيمس إروين

## وصلات خارجية
- City of Glenwood Springs